# Короткоусая бородатка
Короткоу́сая борода́тка (лат. Pogonophryne brevibarbata) — морская антарктическая донная глубоководная рыба семейства бородатковых (Artedidraconidae) отряда окунеобразных (Perciformes). Этот вид пуголовковидной бородатки впервые был найден в 2007 году во время промысла антарктического клыкача (Dissostichus mawsoni Norman, 1937) в море Росса (Антарктика) российским ярусоловным судном «Волна». Описан как новый для науки вид по двум экземплярам (самцу и самке) в 2010 году двумя российскими и украинским ихтиологами А. В. Балушкиным, А. Ф. Петровым и В. Г. Прутько. Научное название вида представляет собой сложное слово (прилагательное), образованное двумя латинскими словами — «brevis» (короткий) и «barbata» (бородатая). Русское и английское («Shortbeard plunderfish») названия вида также характеризуют короткую длину подбородочного усика рыбы.
P. brevibarbata — среднего размера глубоководная типично донная рыба общей длиной до 33 см. Является эндемиком батиальных вод высокоширотной зоны Южного океана. В настоящее время этот вид известен только по трем экземплярам, пойманным в 2007 и 2010 годах в глубоководной части моря Росса на глубинах 1036—1163 м. Возможно, имеет циркумполярно-антарктическое распространение вокруг всего континента Антарктида. Кроме P. brevibarbata род пуголовковидных бородаток (Pogonophryne) включает, как минимум, ещё 21 эндемичный для высокоширотной Антарктики вид.

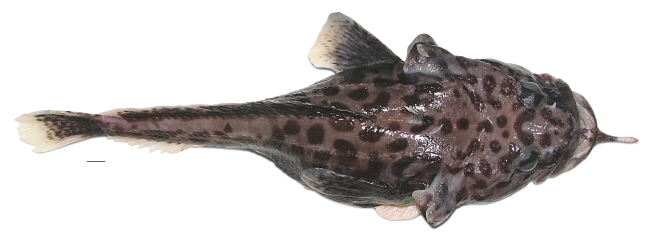
Короткоусая бородатка P. brevibarbata, самка, вид сверху

Согласно схеме зоогеографического районирования по донным рыбам Антарктики, предложенной А. П. Андрияшевым и А. В. Нееловым, указанный выше район находится в границах гляциальной подобласти восточноантарктической, или континентальной провинции Антарктической области.
Как и у других антарктических бородаток у P. brevibarbata имеется подбородочный усик, уникальная видоспецифичность строения которого является одной из важнейших характеристик в систематике семейства в целом и особенно в роде Pogonophryne. Кроме того, как и всем прочим антарктическим бородаткам, этому виду свойственна очень крупная голова и отсутствие чешуи на теле (кроме боковых линий), а также жаберные крышки с крупным уплощённым шипом, загнутым вверх и вперед. У P. brevibarbata, как и у других представителей рода, передняя часть тела несколько сжата дорсовентрально, а при взгляде сверху и снизу тело имеет характерную пуголовковидную форму, сходную с головастиком земноводных.
Короткоусая бородатка может изредка встречаться в качестве прилова при промысле антарктического клыкача донным ярусом в море Росса и, возможно, других окраинных морях Антарктики.

## Характеристика короткоусой бородатки

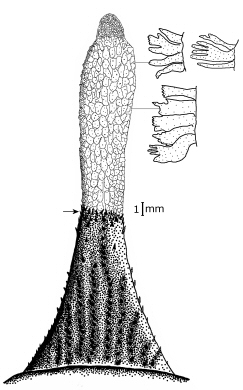
Подбородочный усик P. brevibarbata, самка

Относится к группе видов «P. mentella». От прочих видов группы отличается следующим комплексом признаков. Подбородочный усик короткий (10—12 % стандартной длины рыбы), при отгибании назад поверх рыла (при закрытом рте) он достигает ноздри или переднего края орбиты. Усик двухцветный, с коричневой или пятнисто-коричневой окраской дорсальной стороны стебля и беловатым, кремовым или оранжевоватым терминальным расширением. Стебель усика покрыт мелкими папиллами. Терминальное расширение слабо выражено в толщину, длинное, составляет более половины длины усика (60—68 % длины усика), трубчатое, состоит из преимущественно поперечных, гофрированных, плотно расположенных складок с бахромчатыи гребнями и розеток с листовидными отростками. Нижняя челюсть заметно выдаётся вперед: при закрытом рте на её вершине видны все ряды зубов на симфизе и часть нижнечелюстной дыхательной перепонки. Спинной плавник умеренной высоты (около 21 % стандартной длины у самцов), с выраженной передней лопастью у самцов; наибольшие лучи прямые (не извилистые), с точкой первичного ветвления, расположенной примерно в верхней четверти их длины. Окраска передней части плавника у самцов практически чёрная, в задней половине — пестроватая, с тёмными пятнами и нечеткими косыми полосами и беловатой каймой вдоль верхнего края. У самок второй спинной плавник пёстрый. Анальный плавник с коричневым или черноватым основанием и широкой (около половины высоты плавника) беловатой каймой вдоль нижнего края. Грудные и хвостовой плавники главным образом тёмные, светлеющие к концам, иногда с несколькими нечеткими вертикальными черноватыми полосами. Верх головы и передняя часть спины перед первым спинным плавником покрыты главным образом округлыми тёмно-коричневыми пятнами. Нижняя поверхность головы, грудь и живот тёмно-коричневые, без четко выраженных черноватых пятен. Нижнечелюстная дыхательная перепонка светлая или коричневатая.
В первом спинном плавнике 2 коротких мягких колючих луча; во втором спинном плавнике 27—28 лучей; в анальном плавнике 17—18 лучей; в грудном плавнике 19—21 луч; в дорсальной (верхней) боковой линии 24—29 пор (трубчатых костных члеников, или чешуй), в медиальной (срединной) боковой линии 12—19 пор; в нижней части первой жаберной дуги тычинки расположены в 2 ряда, общее число тычинок на нижней и верхней частях дуги — 16, из них 1+0+(7—8)=8—9 тычинок во внешнем ряду и (0—1)+(0—1)+(6—7)=7—8 во внутреннем ряду; тычинки внутреннего ряда нижней части дуги покрыты мелкими костными зубчиками. Общее число позвонков 37, из них 16 туловищных 21 хвостовых.

## Распространение и батиметрическое распределение
Известный ареал вида приходится на глубоководную часть моря Росса. Известен по трем экземплярам в двух поимках донного яруса (2 февраля 2007 г. и 27 января 2010 г.) на глубинах 1036—1157 м (голотип, самец и паратип, самка) и 1163 м (самка).

## Размеры
Относится, скорее всего, к среднеразмерной группе видов рода Pogonophryne: наиболее крупная самка достигала 325 мм общей длины и 262 мм стандартной длины, самец (очевидно, впервые созревающий) — 267 мм общей длины и 219 мм стандартной длины.

## Образ жизни
Малоподвижная донная рыба — всеядный хищник, питающийся как живыми организмами, так и падалью. Все три известных на сегодняшний день экземпляра были пойманы на крючки, наживлённые рыбой и относительно крупными кусками (4×3×2 см) гигантского перуанского кальмара (Dosidicus gigas). В желудке одной из рыб была обнаружена крупная антарктическая креветка Notograngon antarcticus.
Половозрелость наступает при общей длине рыб менее 30 см (стандартная длина около 25 см). Самая крупная самка (33 см общей длины и 30 см стандартной длины), пойманная 27 января 2010 года, имела гонады в посленерествой стадии зрелости (VI—III). Нерест, по-видимому, происходит летом (южного полушария) — в декабре—январе.

## Близкие виды группы «P. mentella»
Вместе с 12 видами образует самую большую группу рода — «P. mentella», в которую входят также: бирюзовая бородатка (P. tronio), хмелеусая бородатка (P. neyelovi), длинноусая бородатка (P. mentella), лысая бородатка (P. bellingshausenensis), бородатка Икина (P. eakini), крупноусая бородатка (P. macropogon), складчатоусая бородатка (P. cerebropogon), тёмная бородатка (P. fusca), оранжевоусая бородатка (P. orangiensis), чешуйчатоусая бородатка (P. squamibarbata), пятнистобрюхая бородатка (P. ventrimaculata) и копьеусая бородатка (P. lanceobarbata). С тремя другими, наиболее близкими видами образует подгруппу «короткоусых бородаток»: бирюзовая бородатка, хмелеусая бородатка и пятнистобрюхая бородатка.